# Thecacera
Thecacera са род дребни мекотели от семейство Polyceridae. Представляват голи охлюви, които обитават дъното на моретата.

## Видове
- Thecacera darwini Pruvot-Fol, 1950
- Thecacera pacifica Bergh, 1883
- Thecacera pennigera (Montagu, 1815)
- Thecacera picta Baba, 1972
- Thecacera virescens Forbes & Hanley, 1851